# Blackridge
 (août 2025).
Blackridge est une ville située dans le West Lothian, en Écosse. En 2020 la population de Blackridge est estimée à 2 070 habitants.